# Qatar Airways
Qatar Airways Company Q.C.S.C. (en árabe: القطرية‎, Al Qatariyah, que opera como Qatar Airways) es la aerolínea de bandera de Catar. Con sede en la Qatar Airways Tower en Doha, une a un total de más de 150 destinos internacionales desde su sede en esa ciudad, utilizando una flota de más de 256 aviones.Ofrece sus servicios en África, Asia Central, Europa, Asia del Sur, América del Norte, América del Sur y Oceanía, y es considerada la mejor aerolínea de 2023, en los premios Skytrax World Airline.
El 8 de octubre de 2012, el director general Akbar Al Baker anunció que Qatar Airways se uniría a la alianza Oneworld. La alianza se programó para su plena adhesión en octubre de 2013, con la finalización de las TI Intergration. El 16 de noviembre de 2012, Fútbol Club Barcelona anunció que la compañía aérea se convertiría en la patrocinadora del club desde el inicio de la temporada 2013-2014 de Primera División de España, reemplazando el patrocinio de Qatar Foundation. Desde el 30 de octubre de 2013, Qatar Airways forma parte de la alianza Oneworld.
El grupo Qatar Airways emplea a más de 43 000 personas. Desde 2015, el eslogan oficial de la empresa se ha convertido en Going Places Together.

## Historia

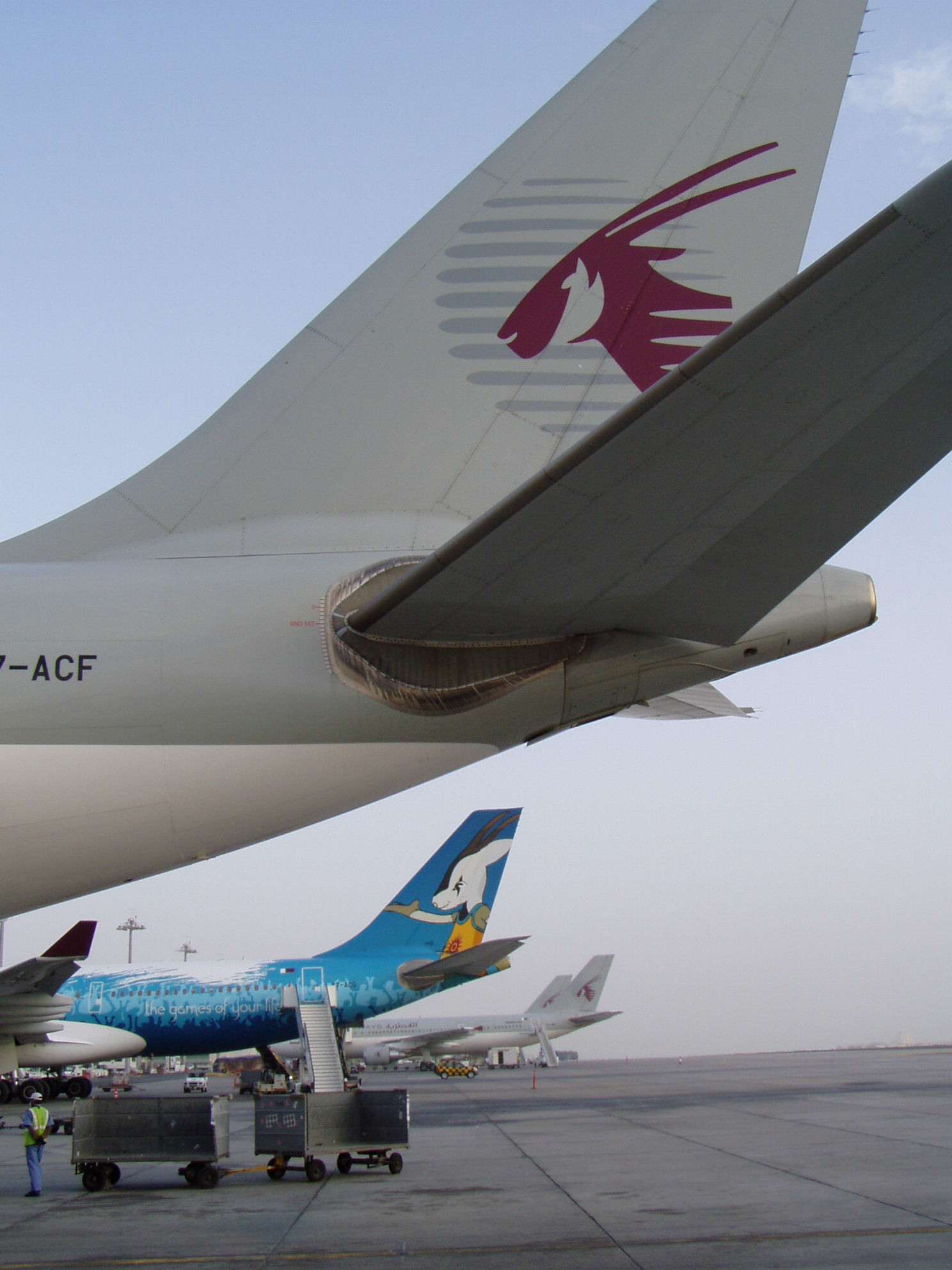
Empenaje de un Airbus A330.

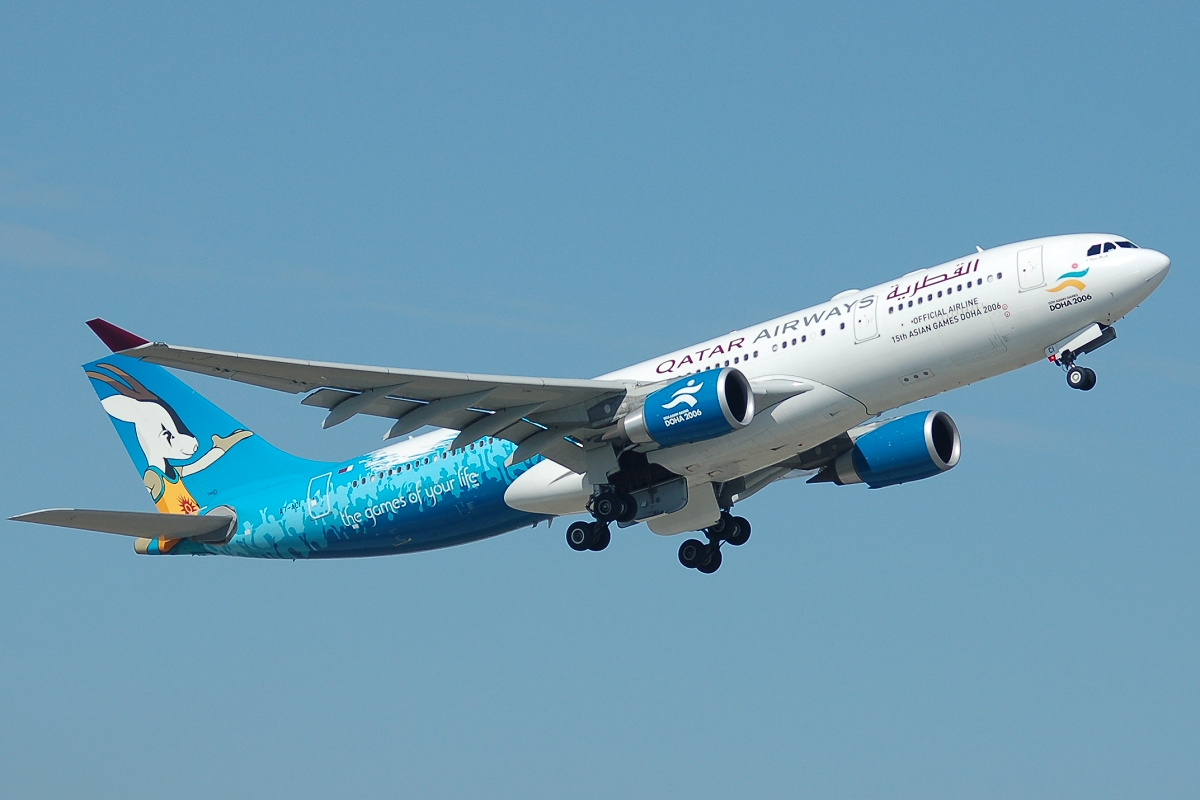
Airbus A330 de Qatar Airways promocionando los Juegos Asiáticos de 2006.

Qatar Airways se fundó en noviembre de 1993 y comenzó operaciones en enero del año siguiente. Originalmente controlada por la familia real catarí, últimamente ha adaptado sus estructuras administrativas y financieras a los estándares occidentales.
En mayo de 2014 se lanzó un vuelo en clase ejecutiva a Londres-Heathrow con un avión Airbus A319LR. Los vuelos a Edimburgo se iniciaron en mayo de 2014. La aerolínea esperaba recibir sus primeros tres aviones Airbus A380 en junio de 2014, con planes para que el avión se exhibirá en el Salón Aeronáutico de Farnborough. Había intenciones de desplegar primero el tipo en la ruta Doha-Londres-Heathrow a partir del 17 de junio; Otros dos puntos europeos no revelados probablemente pasarían a ser atendidos por el A380.
En 2015 la aerolínea adquirió un 9,9% de IAG, por unos 1500 millones de euros.
En 2016: la aerolínea concretó la compra del 10% de la aerolínea chilena, LATAM, lo que equivale a un total de 60,8 millones de acciones, lo que se estima a un desembolso de unos US$608 millones. También ese mismo año la aerolínea recibió su primer Boeing 747 con cargador de morro. American Airlines, Delta Air Lines y United Airlines afirmaron que sus investigadores forenses habían descubierto documentos que supuestamente indicaban que Qatar Airways había recibido más de 7 mil millones de dólares en ayuda del gobierno de Qatar. Según los informes, la investigación fue realizada por Wilmer Cutler Pickering Hale y Dorr LLP. En julio de 2016, el Departamento de Estado de Estados Unidos mantuvo conversaciones con funcionarios del gobierno de Qatar sobre las acusaciones de competencia desleal. El Departamento de Estado no tomó ninguna medida formal. 
Al 5 de febrero de 2017, la aerolínea tenía el vuelo regular más largo de una aerolínea comercial, entre Doha y Auckland. El 1 de septiembre de 2017, se anunció que Qatar Airways compró el 49% de AQA Holding, el nuevo accionista de Meridiana. 
En noviembre de 2018, la aerolínea anunció que ampliaría sus vuelos a Irán, aterrizando en Teherán y Shiraz, a partir de enero de 2019, y a Isfahán en febrero.En diciembre de 2018, el director ejecutivo de Qatar Airways, Akbar Al Baker, amenazó con retirar a la compañía de la alianza Oneworld en febrero, luego de acusaciones de que los miembros de la alianza Qantas y American Airlines participaron en "prácticas comerciales hostiles" contra su aerolínea. En 2018, durante una reunión anual de la Asociación Internacional de Transporte Aéreo, el director ejecutivo de Qatar Airways, Akbar Al Baker, afirmó que una mujer no podría hacer su trabajo porque "es un puesto muy desafiante". 
Al recibir una reacción violenta con respecto a sus comentarios, Al Baker explicó que no tenía la intención de referirse a todas las mujeres en Qatar Airways. También mencionó que le encantaría tener una directora ejecutiva dirigiendo la empresa después de él. Desde entonces, Al Baker se disculpó por sus comentarios en una declaración proporcionada a The Independent.
El 30 de abril de 2019, Qatar Airways retiró del servicio su último Airbus A340-600 después de unos 16 años de servicio. El último vuelo fue QR835 desde el Aeropuerto Internacional Suvarnabhumi de Bangkok al Aeropuerto Internacional Hamad. La retirada del servicio tenía como objetivo reducir la antigüedad de su flota así como su ineficacia en comparación con el Boeing 777, como afirmó el director ejecutivo Akbar Al Baker en 2009.
En julio de 2023, el Gobierno australiano bloqueó un plan de expansión de Qatar Airways que habría visto a la aerolínea duplicar sus vuelos a Brisbane, Sydney, Perth y Melbourne. La intervención del gobierno fue apoyada por la aerolínea de bandera australiana y aerolínea rival Qantas, quien argumentó que los vuelos de Qatar "distorsionarían el mercado", mientras que el gobierno desestimó las críticas de Qatar Airways y los operadores turísticos, afirmando que Qatar Airways "La expansión de la ruta va en contra del interés nacional de Australia".
En octubre de 2023, Qatar Airways anunció una colaboración con Starlink para proporcionar Internet de alta velocidad a bordo.

## Corporativo

### Divisiones
Qatar Airways es propiedad del gobierno de Catar, tiene muchas divisiones que incluyen:
Qatar Aircraft Catering Company, el Aeropuerto Internacional de Doha, Qatar Airways Holidays, United Media Int., Qatar Duty Free, Qatar Aviation Services, Qatar Distribution Company y Qatar Executive.

#### Carga
Qatar Airways Cargo, la rama de carga aérea, opera Boeing 777F. El primer Boeing 777F fue entregado a la aerolínea en el 14 de mayo de 2010, y cuenta con instalaciones capaces de manejar 750 000 toneladas de carga al año. El Boeing 777F se utiliza principalmente en las rutas del Lejano Oriente, Europa y América. Qatar Airways se complementa con el carguero Airbus A300-600F que opera en rutas regionales que alimentan el hub de la aerolínea.
Vuelos de carga exclusivos al Aeropuerto Internacional de El Cairo se pusieron en marcha en junio de 2009, que complementa los servicios de pasajeros.
El 18 de agosto de 2010, la compañía lanzó su primer servicio de carga dedicada EE. UU. desde su centro de operaciones en Doha de Chicago con una parada en Ámsterdam, Países Bajos usando aviones de carga Boeing 777F.
Qatar Airways Cargo está a punto de reemplazar sus Airbus A300-600F con cargueros de nueva construcción Airbus A330 después de concluir un acuerdo de arrendamiento con BOC Aviation. La compañía también está negociando un acuerdo más amplio, ya sea para adquirir cargueros Airbus A330 nuevos o convertidos.

#### Qatar Executive
Qatar Executive es una filial de aviones corporativos de Qatar Airways, con su librea, luciendo un fuselaje blanco con un oryx ligeramente más pequeño pintado en los colores tradicionales de la línea aérea: vino con gris.
La flota real Qatar Emiri Flight también está pintada en su totalidad como Qatar Airways, aunque no es parte de la línea aérea ni de Qatar Ejecutivo.

## Fútbol
Actualmente Qatar Airways patrocina a los siguientes clubes de fútbol:
- Ligue 1: 
  - París Saint-Germain

- Serie A: 
  - Inter de Milán

- Qatar Stars League: 
  - Al-Sadd

También patrocina los siguientes torneos de fútbol:
- Eurocopa
- Copa Oro de la Concacaf
- Copa Oro Femenina de la Concacaf
- Liga de Naciones de la Concacaf
- Copa Mundial de Fútbol
- Liga de Campeones de la UEFA

## Destinos
- Qatar Airways opera vuelos de pasajeros a 119 destinos en todo el mundo.
- Qatar Airways es una de las nueve aerolíneas que vuelan a los 5 continentes habitables: África, Oceanía, Asia, Europa y América.
- Desde 2015 los vuelos a Madrid son realizados por los nuevos B787-8 Dreamliner en sustitución de los Boeing B777-300ER, asimismo en la ruta entre Doha y Barcelona, que ha visto aumentadas sus frecuencias y los Airbus A319LR han sido sustituidos por A330-200 y Airbus A330-300.
- Qatar Airways solicitó autorización al Gobierno de Australia para establecer un vuelo diario de Doha a Sídney y Melbourne que fue inicialmente rechazada. A mediados de marzo de 2007 fue concedido el permiso para volar diariamente a Melbourne, pero a cambio el gobierno de Catar tiene que permitir a una aerolínea australiana volar a Doha con la misma frecuencia. Asimismo se espera para 2008 el anuncio de autorización para volar de forma diaria a otra ciudad australiana. En la actualidad la aerolínea vuela a los dos destinos anteriormente mencionados.[15][16]
- En 2024 Qatar Airways solicito al gobierno colombiano con hacer una ruta entre Doha y Bogotá que se piensa empezar en abril de 2025.[cita requerida]

## Flota

### Actual
Antiguamente Qatar Airways volaba únicamente con aviones Airbus, hecho que cambió cuando la división de carga recibió los nuevos Boeing 777.
| Aeronave                     | En Servicio        | Pedidos | Configuración                          | Configuración                          | Configuración                          | Configuración                          | Configuración                          | Notas                                                                                       |
| Aeronave                     | En Servicio        | Pedidos | F                                      | J                                      | Y                                      | Total                                  | Refs                                   | Notas                                                                                       |
| ---------------------------- | ------------------ | ------- | -------------------------------------- | -------------------------------------- | -------------------------------------- | -------------------------------------- | -------------------------------------- | ------------------------------------------------------------------------------------------- |
| Airbus A320-200              | 29                 | 0       | 0                                      | 12                                     | 132                                    | 144                                    | [ 18 ]                                 | Por ser retirados en 2024 Serán reemplazados con Boeing 737 MAX 10.                         |
| Airbus A320-200              | 29                 | 0       | 0                                      | 12                                     | 120                                    | 132                                    | [ 18 ]                                 | Por ser retirados en 2024 Serán reemplazados con Boeing 737 MAX 10.                         |
| Airbus A330-202              | 5                  | 0       | 0                                      | 24                                     | 236                                    | 260                                    | [ 20 ]                                 | Por ser retirados en 2022. Serán reemplazados con Airbus A350 y Boeing 787.                 |
| Airbus A330-300              | 7                  | 0       | 0                                      | 30                                     | 275                                    | 305                                    | [ 21 ]                                 | Por ser retirados en 2022. Serán reemplazados con Airbus A350 y Boeing 787.                 |
| Airbus A350-941              | 34                 | 0       | 0                                      | 36                                     | 247                                    | 283                                    | [ 22 ]                                 | Cliente de lanzamiento Las órdenes restantes fueron canceladas por Airbus en agosto de 2022 |
| Airbus A350-1041             | 24                 | 19      | 0                                      | 46                                     | 281                                    | 327                                    | [ 27 ]                                 | Cliente de lanzamiento Las órdenes restantes fueron canceladas por Airbus en agosto de 2022 |
| Airbus A380-861              | 10                 | 0       | 8                                      | 48                                     | 461                                    | 517                                    | [ 28 ]                                 | Serán retirados en 2024.                                                                    |
| Boeing 737 MAX 8             | 9                  | 0       |                                        |                                        |                                        |                                        |                                        |                                                                                             |
| Boeing 737 MAX 10            | 0                  | 50      |                                        |                                        |                                        |                                        |                                        | Entregas a partir de 2026                                                                   |
| Boeing 777-2DZLR             | 9                  | 0       | 0                                      | 42                                     | 217                                    | 259                                    | [ 30 ]                                 | Serán retirados para 2024. Serán reemplazados por la familia Boeing 777X.                   |
| Boeing 777-2DZLR             | 9                  | 0       | 0                                      | 42                                     | 230                                    | 272                                    | [ 32 ]                                 | Serán retirados para 2024. Serán reemplazados por la familia Boeing 777X.                   |
| Boeing 777-3DZER             | 57                 | 0       | 0                                      | 42                                     | 316                                    | 358                                    | [ 33 ]                                 | Serán retirados para 2024. Serán reemplazados por la familia Boeing 777X.                   |
| Boeing 777-3DZER             | 57                 | 0       | 0                                      | 42                                     | 312                                    | 354                                    | [ 34 ]                                 | Serán retirados para 2024. Serán reemplazados por la familia Boeing 777X.                   |
| Boeing 777-3DZER             | 57                 | 0       | 0                                      | 24                                     | 388                                    | 412                                    | [ 35 ]                                 | Serán retirados para 2024. Serán reemplazados por la familia Boeing 777X.                   |
| Boeing 777-8                 | 0                  | 10      | Por anunciarse                         | Por anunciarse                         | Por anunciarse                         | Por anunciarse                         | Por anunciarse                         |                                                                                             |
| Boeing 777-9                 | 0                  | 50      | Por anunciarse                         | Por anunciarse                         | Por anunciarse                         | Por anunciarse                         | Por anunciarse                         | Pedido con 50 derechos de compra.                                                           |
| Boeing 787-8                 | 30                 | 0       | 0                                      | 22                                     | 232                                    | 254                                    | [ 37 ]                                 |                                                                                             |
| Boeing 787-9                 | 22                 | 8       | Por anunciarse                         | Por anunciarse                         | Por anunciarse                         | Por anunciarse                         | Por anunciarse                         |                                                                                             |
| Flota de Qatar Airways Cargo |                    |         |                                        |                                        |                                        |                                        |                                        |                                                                                             |
| Boeing 747-8F                | 2[cita requerida]  | 0       | Carguero                               | Carguero                               | Carguero                               | Carguero                               | Carguero                               |                                                                                             |
| Boeing 777F                  | 26[cita requerida] | 2       | Carguero                               | Carguero                               | Carguero                               | Carguero                               | Carguero                               |                                                                                             |
| Boeing 777-8F                | —                  | 34      |                                        |                                        |                                        |                                        |                                        |                                                                                             |
| Total                        | 256                | 131     | 8.6 años promedio a septiembre de 2023 | 8.6 años promedio a septiembre de 2023 | 8.6 años promedio a septiembre de 2023 | 8.6 años promedio a septiembre de 2023 | 8.6 años promedio a septiembre de 2023 | 8.6 años promedio a septiembre de 2023                                                      |

La Clase Business solamente se ofrece en algunos vuelos.[cita requerida]

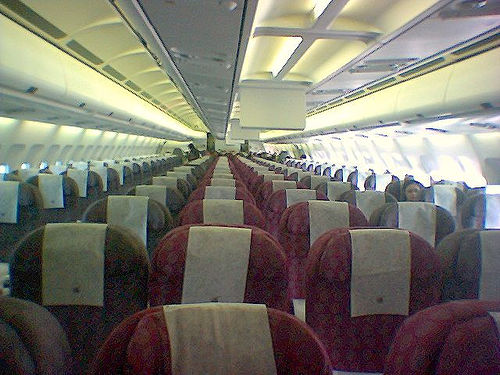
Interior de un A330 de Qatar Airways.

En la Exposición Aérea de París de 2005, Qatar Airways encargó 60 Airbus A350 y 20 Boeing 777, con opción a 20 Boeing 777 más. La aerolínea ha firmado recientemente un nuevo contrato por 80 A350XWB ya que había abandonado el programa de compra de los A350. Los Boeing 777 serán entregados entre 2007 y 2010. El 17 de diciembre de 2006, Qatar Airways anunció un pedido de 2 Boeing 777-200F.
El 15 de marzo de 2007, Qatar Airways recibió el aparato número 800 de toda la familia A330/A340, un A330-200. La aerolínea fue cliente de lanzamiento del A319-100LR y el A340-600HGW.
El 30 de mayo de 2007, Qatar Airways realizó un encargo por 80 A350XWB (20 -800, 40 -900 y 20 -1000) valorados en más de 11 000 millones de euros.
Qatar Airways también ha realizado un pedido de 30 Boeing 787.
En 2015 Qatar fue la primera aerolínea en el mundo en poner en marcha los A350 que vuelan actualmente hacia Frankfurt, otras lugares se incorporaran más adelante como Oceanía.
Qatar Airways recibe el 20 de febrero de 2018 el primer avión Airbus A350-1000.

### Rutas del A350 y A380

#### A350
| Ciudades por países                       | Observación       |
| ----------------------------------------- | ----------------- |
| Fráncfort del Meno, Alemania              |                   |
| Múnich, Alemania                          |                   |
| Riad, Arabia Saudita                      | Destino Cancelado |
| Yeda, Arabia Saudita                      | Destino Cancelado |
| Adelaida, Australia                       |                   |
| El Cairo, Egipto                          |                   |
| Dubái, Emiratos Árabes Unidos             | Destino Cancelado |
| Boston, Estados Unidos                    |                   |
| Filadelfia, Estados Unidos                |                   |
| Nueva York, Estados Unidos                |                   |
| Los Angeles, California, Estados Unidos   |                   |
| San Francisco, California, Estados Unidos |                   |
| Amán, Jordania                            |                   |
| Singapur, Singapur                        |                   |
| París, Francia                            |                   |
| Londres, Reino Unido                      |                   |
| Madrid, España                            |                   |
| Barcelona, España                         |                   |
| Zúrich, Suiza                             |                   |
| Viena, Austria                            |                   |
| Copenhague, Dinamarca                     |                   |
| Buenos Aires, Argentina                   | Destino Cancelado |

#### A380
| Ciudades por países  | Observación |
| -------------------- | ----------- |
| Londres, Reino Unido |             |
| París, Francia       |             |
| Bangkok, Tailandia   |             |
| Cantón, China        |             |
| Sídney, Australia    |             |
| Melbourne, Australia |             |

### Histórica
| Avión           | Total | Introducido | Retirado |
| --------------- | ----- | ----------- | -------- |
| Airbus A300-600 | 12    | 1997        | 2013     |
| Airbus A310-200 | 2     | 1994        | 1995     |
| Airbus A319-100 | 3     | 2000        | 2021     |
| Airbus A321-231 | 12    | 2004        | 2022     |
| Airbus A340-600 | 4     | 2006        | 2019     |
| Boeing 727-200  | 6     | 1995        | 2001     |
| Boeing 737-200  | 1     | 1994        | 1994     |
| Boeing 747-100  | 4     | 1995        | 1998     |
| Boeing 747SP    | 2     | 1996        | 2010     |
| Boeing 757-200  | 1     | 1997        | 1998     |
| Boeing 767-200  | 1     | 1994        | 1994     |

## Controversias

### Rutas canceladas
El 5 de junio de 2017, Catar sufrió una ruptura diplomática con diversas naciones musulmanas vecinas, entre las que se encuentran Arabia Saudita, Baréin, Egipto, Emiratos Árabes Unidos, Libia, Maldivas y Yemen, que acusaban al pequeño emirato de financiar a grupos terroristas como Al Qaeda y el Estado Islámico, por lo que cortaron toda relación con aquel país, y una de las acciones que tomaron las naciones musulmanas fue el bloqueo del espacio aéreo árabe hacia Catar así como prohibir el arribo de cataríes. Todas las aerolíneas que ofrecían vuelos desde/hacia Catar se vieron obligadas a cancelar esas rutas y una de las grandes afectadas fue Qatar Airways quien canceló todos sus vuelos de manera inmediata hacia dichos destino. Al quedar el espacio aéreo árabe restringido para Qatar Airways la aerolínea aseguró que se vería obligada a expandir sus ya numerosas rutas hacia América y Europa para poder llenar el vacío que dejan los destinos cancelados.
Las rutas canceladas y el uso del espacio aéreo de estos países fueron autorizados nuevamente el 4 de enero de 2021, tras acordarse la resolución y reanudación de las relaciones diplomáticas de las naciones musulmanas que rompieron lazos diplomáticos con Catar.

### Mujeres forzadas al desnudo en el aeropuerto de Doha
El 2 de octubre de 2020, trece pasajeras australianas a bordo de un vuelo de Qatar Airways con destino a Sídney desde el Aeropuerto internacional Hamad de Doha fueron obligadas a desembarcar antes del despegue a punta la fuerza y posteriormente fueron registradas desnuda y sometidas a un examen interno invasivo contra su voluntad. Al parecer, esto se debió al descubrimiento de un bebé recién nacido en el baño de un aeropuerto. Esto se convirtió en un incidente diplomático entre Australia y Qatar en el que la entonces ministra de Asuntos Exteriores australiana, Marise Payne afirmó que «el trato dado a las mujeres en cuestión fue ofensivo, extremadamente inapropiado y más allá de las circunstancias en las que las mujeres podían dar su consentimiento libre e informado».
En octubre de 2022, las mujeres australianas afectadas iniciaron procedimientos legales en Australia contra Qatar Airways y la Autoridad de Aviación Civil de Qatar en virtud del Convenio de Montreal. 
En julio de 2023, el gobierno australiano rechazó una solicitud para que Qatar Airways duplicara su capacidad en Sydney, Melbourne, Brisbane y Perth y la ministra de Transporte de Australia, Catherine King afirmó que el incidente de 2020 fue un "factor" que influyó en el rechazo de la oferta por parte del gobierno australiano.

## Exclusive Premium Terminal
La "Premium Terminal" es la primera terminal aeroportuaria del mundo dedicada en exclusiva a los pasajeros de primera clase y clase de negocios. Abierta en el Aeropuerto Internacional de Doha en el invierno de 2006 tras 9 meses de obras y un desembolso de 66 millones de euros, sus 10 000 metros cuadrados alojan servicios de facturación, tiendas libres de impuestos, salas de conferencias, guarderías, zonas de juego, establecimientos de spa y restaurantes de lujo.

## Atención a bordo
Todas las plazas de los vuelos de Qatar Airways disponen de pantalla de vídeo individual en el respaldo del asiento delantero. Además en los A330 y A340 pueden verse varios canales europeos y árabes de televisión digital por satélite. 

### Primera Clase
Los asientos de primera clase son totalmente reclinables y cuentan con pantallas LCD de 15" recogidas en los laterales. Además los pasajeros pueden disfrutar de una pequeña sala de descanso.

### Privilege Club
El programa Q-Miles permite hasta a 9 miembros de una familia sumar íntegramente a su cuenta todo el kilometraje que vuelen con Qatar Airways y las demás aerolíneas con programas asociados. Los puntos pueden ser utilizados en vuelos, hoteles, alquiler de coches y servicios financieros que colaboren con la compañía.

## Acuerdos de código compartido
- Air Botswana
- American Airlines
- Asiana Airlines
- Azerbaijan Airlines
- Bangkok Airways
- British Airways
- Bulgaria Air
- Cathay Pacific
- China Southern Airlines[44]
- Comair
- Finnair
- Gol Linhas Aéreas
- Iberia[45]
- IndiGo[46]
- Japan Airlines
- jetBlue
- Lao Airlines
- LATAM Airlines Group[47]
- Malaysia Airlines
- Middle East Airlines
- Royal Air Maroc
- Royal Jordanian
- S7 Airlines[48]
- Sun-Air of Scandinavia[49]
- SriLankan Airlines
- Vueling

## Premios
Como ya se comenta en la introducción, la empresa independiente de control de calidad de compañías Skytrax ha otorgado en los últimos años numerosos premios a Qatar Airways:
- Mejor aerolínea del mundo: 4ª (2007)
- Mejor tripulación del mundo: 5ª (2007)
- Mejor aerolínea de Oriente Medio: 1º (2003-2007)
- Mejor tripulación de Oriente Medio: 1º (2003-2007)
- Mejor Primera Clase del mundo: 1ª (2007)
- Mejor Clase Turista del mundo: 4ª (2007)
- Mejor Sala VIP de Primera Clase del mundo: 2ª (2007)
- Mejor Sala VIP de Clase Business del mundo: 3ª (2007)
- Mejor aerolínea del mundo: 1ª (2015)
- Mejor aerolínea del mundo: 1ª (2017)
- Mejor aerolínea del mundo: 2ª (2018)
- Mejor aerolínea del mundo: 1ª (2019)
- Mejor aerolínea del mundo: 1ª (2021)

## Incidentes y accidentes
- 1 de junio de 2006 — Un Airbus A330-200 (Vuelo QR889 procedente de Doha) sufrió el fallo de sus dos motores durante la maniobra de aproximación al Aeropuerto Internacional de Shanghái-Pudong. Ambos reactores fueron reiniciados y pudo realizarse un aterrizaje de emergencia en el Aeropuerto Internacional Pudong de la ciudad china. El avión, de matrícula A7-ACI, había sido recién entregado a la aerolínea.[51]

- 19 de abril de 2007 — Un Airbus A300B4-622R, matriculado A7-ABV, quedó totalmente destruido después de sufrir un incendio durante trabajos de mantenimiento en los hangares del Centro de Mantenimiento GAMCO del Aeropuerto Internacional de Abu Dhabi.[52]
- 8 de diciembre de 2017 — La antena satelital de un Airbus A321-231, matrícula A7-AIB, se incendió durante las tareas de mantenimiento mientras el avión se encontraba estacionado en una plataforma remota del Aeropuerto Internacional Hamad. El incendio se extinguió, pero el techo se quemó y la cabina sufrió graves daños.[53]

- 10 de enero de 2023 — El vuelo QR161, operado por un Boeing 787-8, experimentó un descenso brusco poco después de despegar del Aeropuerto Internacional Hamad. El incidente ocurrió durante el ascenso inicial cuando la aeronave descendió rápidamente antes de que el capitán recuperara el control. No se reportaron heridos, y el vuelo continuó hasta su destino en Copenhague, Dinamarca.[54]